# Salomon Kalischer
Salomon Kalischer (né le 8 octobre 1844 à Thorn, mort le 22 septembre 1924 à Marienbad) est un physicien allemand.

## Biographie
Il étudie au séminaire théologique juif de Breslau, à l'université de Breslau et obtient un doctorat de philosophie à Berlin avec une thèse sur Aristote.
Après un an à Amsterdam en tant que tuteur, il retourne à Berlin pour étudier la physique et la chimie. En 1876, il est Privat-docent de l'académie d'architecture de Berlin. Après la fusion au sein de l'université technique de Berlin, il est enseignant en 1894 puis professeur de physique en 1896.
Salomon est un membre de l'assemblée représentative de la communauté juive de Berlin de 1905 à 1920. En 1916, il prend la présidence de la Deutsch-Israelitischer Gemeindebund.